# Frederika (Iowa)
Frederika – miasto w Stanach Zjednoczonych, w stanie Iowa, w hrabstwie Bremer. W 2000 roku liczyło 199 mieszkańców.